# Antonio de Posada Rubín de Celis
Antonio de Posada Rubín de Celis (Soto, Aller, 1768-Madrid, 22 de noviembre de 1851), sacerdote español; de ideología liberal, fue senador, presidente del Estamento de Procuradores por breve tiempo, obispo de Cartagena en 1821, cargo al que deberá renunciar en 1825, y patriarca de las Indias en 1847.

## Biografía
Nació en la localidad asturiana de Soto, fruto del matrimonio de Antonio de Posada y María. Siendo niño se trasladó a Llanes para estudiar bajo la tutela de sus tíos por parte materna. Estudió en Llanes y una vez finalizados sus estudios ingresó en el seminario de Murcia. 
En 1791, obtuvo por oposición la cátedra de Disciplina eclesiástica en el seminario de Murcia. En 1796 obtuvo una canonjía en la colegiata de San Isidro en Madrid en la que se mantuvo hasta la disolución de la congregación en 1817, debido a las simpatías jansenistas de los miembros de la congregación. Ordenada la dispersión de sus integrantes por Fernando VII fue trasladado a Ciudad Rodrigo en Salamanca en primera instancia y poco después a Villafranca del Bierzo en León, como abad mitrado de su colegiata.
En 1820 tras la revolución iniciada por Riego es nombrado miembro del Consejo de Estado y en 1821 obispo de Cartagena, cargo al que se vio obligado a renunciar en 1825 tras la restauración del absolutismo y por imposición del nuncio en Madrid, exiliándose a continuación en Aix-en-Provence (Francia), donde residió hasta la muerte de Fernando VII. 
En 1833 regresó a España, firme defensor de Isabel II frente al pretendiente Carlos María Isidro de Borbón. Procurador por Murcia y prócer del Reino, el 20 de julio de 1834, en la primera sesión del Estamento de Procuradores creado por el Estatuto Real, fue elegido presidente interino, manteniéndose en él hasta el día 29 en que dio posesión al conde de Almodóvar. En 1837 fue elegido senador por Murcia y vitalicio en 1845.
En 1847 fue nombrado patriarca de las Indias.
En 1849 fue dispensado de sus cargos por motivos de salud. Falleció en Madrid en 1851, siendo enterrado en la iglesia de Nuestra Señora de Montserrat de Madrid.

## Condecoraciones
Durante su vida recibió las siguientes distinciones:
- Presidente de la Real Congregación de Nuestra Señora.
- Caballero gran cruz de la Orden de Isabel la Católica
- Caballero gran cruz de la Orden de Carlos III